# Équipe du pays de Galles de football à la Coupe du monde 1958
L'Équipe du pays de Galles de football participe à la coupe du monde de football de 1958, pour ce qui est sa première participation en phase finale de coupe du monde. Le pays de Galles est éliminé en quarts-de-finale, après avoir inscrit quatre buts et concédé quatre.

## Résumé
Le pays de Galles se présente à la coupe du monde 1958, alors qu'il a terminé deuxième du groupe 4. Non qualifié au départ, il est repêché pour affronter en barrages Israël représentant de l'AFC et parvient à lui ravir la place pour le mondial suédois.

## Qualification

### Éliminatoires UEFA (groupe 4)
| Rang | Équipe             | Pts | J | G | N | P | Bp | Bc | Diff |  | Résultats (▼ dom., ► ext.) |     |     |     |
| ---- | ------------------ | --- | - | - | - | - | -- | -- | ---- |  | -------------------------- | --- | --- | --- |
| 1    | Tchécoslovaquie    | 6   | 4 | 3 | 0 | 1 | 9  | 3  | +6   |  | Tchécoslovaquie            |     | 2-0 | 3-1 |
| 2    | Pays de Galles     | 4   | 4 | 2 | 0 | 2 | 6  | 5  | +1   |  | Pays de Galles             | 1-0 |     | 4-1 |
| 3    | Allemagne de l'Est | 2   | 4 | 1 | 0 | 3 | 5  | 12 | -7   |  | Allemagne de l'Est         | 1-4 | 2-1 |     |

### Barrages UEFA/AFC
En principe, l'équipe d'Israël aurait dû être qualifiée pour la Coupe du monde 1958 après le forfait de tous ses adversaires. Mais le nouveau règlement de la FIFA interdisait désormais qu'une équipe autre que le tenant du titre et le pays organisateur puisse se qualifier sans avoir joué le moindre match. Ainsi un match de barrage est spécialement organisé entre Israël et l'un des seconds de la zone Europe. La Belgique est repêchée par tirage au sort pour disputer le barrage mais décline l'offre. Le pays de Galles, second du groupe 4, est alors tiré au sort et accepte de disputer le match de barrage.
Le pays de Galles remporte les matchs aller et retour sur le score de 2-0 ce qui lui permet de se qualifier pour la Coupe du monde 1958 en empochant la place réservée aux pays de l'Asie et de l'Afrique.
| 15 janvier 1958 | Israël | 0 - 2 | Pays de Galles            | Ramat Gan, Tel Aviv                             |                                                 |
|                 |        |       | 38e Allchurch · 65e Bowen | Spectateurs : 60 000 Arbitrage : Maurice Guigue | Spectateurs : 60 000 Arbitrage : Maurice Guigue |

| 5 février 1958 | Pays de Galles            | 2 - 0 | Israël | Ninian Park, Cardiff                         |                                              |
|                | Allchurch 76e · Jones 80e |       |        | Spectateurs : 30 000 Arbitrage : M. Schipper | Spectateurs : 30 000 Arbitrage : M. Schipper |

## Effectif
| Numéro / Nom       | Numéro / Nom      | Club                 | Date de naissance | J.              | Buts            |                 |                 |                 |
| Gardiens de but    | Gardiens de but   | Gardiens de but      | Gardiens de but   | Gardiens de but | Gardiens de but | Gardiens de but | Gardiens de but | Gardiens de but |
| ------------------ | ----------------- | -------------------- | ----------------- | --------------- | --------------- | --------------- | --------------- | --------------- |
| 1                  | Jack Kelsey       | Arsenal FC           | 19.11.1929        | 5               | 0               | 0               | 0               | 0               |
| 12                 | Ken Jones         | Cardiff City FC      | 02.01.1936        | 0               | 0               | 0               | 0               | 0               |
| 13                 | Graham Vearncombe | Cardiff City FC      | 28.03.1934        | 0               | 0               | 0               | 0               | 0               |
| Défenseurs         |                   |                      |                   |                 |                 |                 |                 |                 |
| 2                  | Stuart Williams   | West Bromwich Albion | 31.12.1936        | 5               | 0               | 0               | 0               | 0               |
| 3                  | Mel Hopkins       | Tottenham Hotspur    | 07.11.1934        | 5               | 0               | 0               | 0               | 0               |
| 4                  | Derek Sullivan    | Cardiff City FC      | 10.08.1930        | 4               | 0               | 0               | 0               | 0               |
| 14                 | Trevor Edwards    | Charlton Athletic    | 24.01.1937        | 0               | 0               | 0               | 0               | 0               |
| 15                 | Colin Baker       | Cardiff City FC      | 18.12.1934        | 1               | 0               | 0               | 0               | 0               |
| Milieux de terrain |                   |                      |                   |                 |                 |                 |                 |                 |
| 5                  | Mel Charles       | Swansea Town         | 14.05.1935        | 5               | 0               | 0               | 0               | 0               |
| 6                  | Dave Bowen        | Arsenal FC           | 07.06.1928        | 4               | 0               | 0               | 0               | 0               |
| 16                 | Vic Crowe         | Aston Villa          | 30.01.1932        | 0               | 0               | 0               | 0               | 0               |
| 20                 | John Elsworthy    | Ipswich Town         | 26.07.1931        | 0               | 0               | 0               | 0               | 0               |
| 21                 | Len Allchurch     | Swansea Town         | 12.09.1933        | 0               | 0               | 0               | 0               | 0               |
| 22                 | Tom Baker         | Plymouth Argyle      | 06.04.1934        | 0               | 0               | 0               | 0               | 0               |
| Attaquants         |                   |                      |                   |                 |                 |                 |                 |                 |
| 7                  | Terry Medwin      | Tottenham Hotspur    | 25.09.1932        | 4               | 1               | 0               | 0               | 0               |
| 8                  | Ron Hewitt        | Cardiff City FC      | 21.06.1928        | 3               | 0               | 0               | 0               | 0               |
| 9                  | John Charles      | Juventus Turin       | 13.04.1930        | 4               | 1               | 0               | 0               | 0               |
| 10                 | Ivor Allchurch    | Swansea Town         | 16.10.1929        | 5               | 2               | 0               | 0               | 0               |
| 11                 | Cliff Jones       | Swansea Town         | 07.02.1935        | 5               | 0               | 0               | 0               | 0               |
| 11                 | Ken Leek          | Leicester City       | 26.07.1935        | 0               | 0               | 0               | 0               | 0               |
| 18                 | Roy Vernon        | Blackburn Rovers     | 14.04.1937        | 1               | 0               | 0               | 0               | 0               |
| 19                 | Colin Webster     | Manchester United    | 17.07.1932        | 3               | 0               | 0               | 0               | 0               |
| Sélectionneur      |                   |                      |                   |                 |                 |                 |                 |                 |
|                    | Jimmy Murphy      |                      | 27.10.1910        |                 |                 |                 |                 |                 |

## Coupe du monde

### Premier tour
| Classement final |                |     |   |   |   |   |    |    |      |
|                  | Équipe         | Pts | J | G | N | P | BP | BC | Diff |
| 1                | Suède          | 5   | 3 | 2 | 1 | 0 | 5  | 1  | +4   |
| 2                | Pays de Galles | 3   | 3 | 0 | 3 | 0 | 2  | 2  | 0    |
| 3                | Hongrie        | 3   | 3 | 1 | 1 | 1 | 6  | 3  | +3   |
| 4                | Mexique        | 1   | 3 | 0 | 1 | 2 | 1  | 8  | -7   |

| 8 juin        | Suède          | 3 | 0 | Mexique        |
| 8 juin        | Hongrie        | 1 | 1 | Pays de Galles |
| 11 juin       | Pays de Galles | 1 | 1 | Mexique        |
| 12 juin       | Suède          | 2 | 1 | Hongrie        |
| 15 juin       | Suède          | 0 | 0 | Pays de Galles |
| 15 juin       | Hongrie        | 4 | 0 | Mexique        |
| Match d'appui |                |   |   |                |
| 17 juin       | Pays de Galles | 2 | 1 | Hongrie        |

| 8 juin 1958                       | Hongrie   | 1 - 1 | Pays de Galles | Jernvallen, Sandviken                       |                                             |
| 19:00 · Historique des rencontres | Bozsik 5e |       | 27e J. Charles | Spectateurs : 15 000 Arbitrage : M. Codesal | Spectateurs : 15 000 Arbitrage : M. Codesal |
| 19:00 · Historique des rencontres | (Rapport) |       |                | Spectateurs : 15 000 Arbitrage : M. Codesal | Spectateurs : 15 000 Arbitrage : M. Codesal |

| 11 juin 1958                      | Mexique      | 1 - 1 | Pays de Galles   | Råsunda, Solna                               |                                              |
| 19:00 · Historique des rencontres | Belmonte 89e |       | 32e I. Allchurch | Spectateurs : 15 000 Arbitrage : Leo Lemešić | Spectateurs : 15 000 Arbitrage : Leo Lemešić |
| 19:00 · Historique des rencontres | (Rapport)    |       |                  | Spectateurs : 15 000 Arbitrage : Leo Lemešić | Spectateurs : 15 000 Arbitrage : Leo Lemešić |

| 15 juin 1958                      | Suède     | 0 - 0 | Pays de Galles | Råsunda, Solna                                     |                                                    |
| 14:00 · Historique des rencontres |           |       |                | Spectateurs : 29 000 Arbitrage : Lucien van Nuffel | Spectateurs : 29 000 Arbitrage : Lucien van Nuffel |
| 14:00 · Historique des rencontres | (Rapport) |       |                | Spectateurs : 29 000 Arbitrage : Lucien van Nuffel | Spectateurs : 29 000 Arbitrage : Lucien van Nuffel |

#### Match d'appui
| 17 juin 1958                      | Pays de Galles                | 2 - 1 | Hongrie   | Råsunda, Solna                                   |                                                  |
| 19:00 · Historique des rencontres | I. Allchurch 55e · Medwin 76e |       | 33e Tichy | Spectateurs : 3 000 Arbitrage : Nikolaï Latychev | Spectateurs : 3 000 Arbitrage : Nikolaï Latychev |
| 19:00 · Historique des rencontres | (Rapport)                     |       |           | Spectateurs : 3 000 Arbitrage : Nikolaï Latychev | Spectateurs : 3 000 Arbitrage : Nikolaï Latychev |

### Quart-de-finale
| 19 juin 1958                      | Brésil    | 1 - 0 | Pays de Galles | Ullevi, Göteborg                                   |                                                    |
| 19:00 · Historique des rencontres | Pelé 66e  |       |                | Spectateurs : 26 000 Arbitrage : Friedrich Seipelt | Spectateurs : 26 000 Arbitrage : Friedrich Seipelt |
| 19:00 · Historique des rencontres | (Rapport) |       |                | Spectateurs : 26 000 Arbitrage : Friedrich Seipelt | Spectateurs : 26 000 Arbitrage : Friedrich Seipelt |

## Buteurs
2 buts
- Ivor Allchurch

1 but
- John Charles
- Terry Medwin